# Hlípa
Hlípa je česká videohra z roku 1989. Žánrově se řadí mezi akční adventury. Hra je považována za nejrozsáhlejší a nejlepší původní hru hru pro počítač PMD 85. Herní svět je tvořen 256 místnostmi. Taktéž vznikla verze na Atari ST a Sharp MZ-800. Vytvořili ji Karel Šuhajda a Tomáš Švec v rámci klubu 4004/482 ZO Svazarmu.

## Příběh a hratelnost
Hra sleduje osudy Hlípy, jež je členkou národa hlíp, které jsou jakési měňavky. Žijí na planetě Danepa, kde žije ještě jeden národ - Sivramové. Ti se dělí na nepříliš chytré, ale pracující Falmony a inteligentní, ale nepohyblivé Ploxony. Sivramové jsou nepřáteli hlíp. Falmoni svým dotykem vysušují těla hlíp a zabijí je tím, ale Ploxoni se rozpadnou, když s hlípami přijdou do kontaktu. Aby hlípy zvítězily, musí se zbavit ploxonů, bez nichž falmoni nebudou schopni zabezpečit fungování sivramského národa a sami se rozprchnou. Hlípám se povede jednu svou členku dostat do hlavního města sivramů, které se nachází hluboko pod zemí. Zde musí najít šest vládnoucích ploxonů a zabít je. Celé město je však rozsáhlým systémem chodeb a najít zde ploxony nebude jednoduché.
Hra využívá isometrické zobrazení 3D světa s, na tehdejší dobu, propracovanou animací. Hráč ovládá hlípu, která musí najít ploxony, vypadající jako korunky. Musí se vyhýbat falmonům. Může přitom využívat složitý systém kanálů. Pokud nechá svoji postavu hráč chvíli na pokoji, tak se začne sama pohybovat.

## Zajímavosti
- Základní návrh úvodního obrázku vytvořil Vlastimil Veselý z VBG Software.
- Název hry vznikl, když si její autor stěžoval na různé zkratky a přitom řekl, že to už by mohli hlídanému parkovišti říkat Hlípa. Dané slovo mu utkvělo v paměti. Později si na něj vzpomněl a napadlo ho, že by to mohla být kulička hmoty, která se pohybuje přeléváním.[4]
- Hra se inspirovala u Knight Lore.[5]